# Istaby
Istaby är en by i Mjällby socken i Sölvesborgs kommun i Blekinge län. 
Istaby tillhör Listerlandet, en halvö i västra Blekinge. Det är ett geografiskt område med naturliga gränser: havet i söder och öster, Ryssberget i väster och de djupa skogarna som fanns i norr. De geografiska förhållandena har säkert spelat en roll för de samhällen som tidigt utvecklades här med sin särskilda kulturmiljö. 

## Historik
Istaby fanns redan på stenåldern. Då låg byn vid en havsvik och människorna försörjde sig genom jakt och fiske. Istabystenen, en runsten från 600-talet, säger något om ett hövdingadöme. Under vikingatiden och fram till 1658 var Istaby danskt. Omställningen till svenska förhållanden blev tuff. Än idag är bebyggelsen samlad kring den medeltida forten och Istaby är en av få bevarade klungbyar. 
Byn Istaby, som betyder yttersta byn, ligger på en av högryggarna på Lister i dess södra del. För cirka 7000 år sedan låg stora delar av Lister under havsvatten. Landhöjningen ändrade på detta. Utgrävningarna i Istaby visar att byn fanns redan på bronsåldern, 1800–500 f.Kr. Vid den här tiden började bondekulturen utvecklas. Människorna odlade jorden och höll boskap. Det fanns minst fem större hus (25 x 6 meter) med risflätade klineväggar och vasstak. Människor och husdjur bodde i samma hus (åtminstone på järnåldern, då klimatet hade blivit kallare). Den bördiga jorden runt byn var grunden för jordbruk, försörjning och välstånd.
Det äldsta "dokumentet" från Istaby är Istabystenen, en runsten från 600-talet, med så kallade urnordiska runor. Dessa tidiga runstenar är inte så vanliga (först vid vikingatid blev det vanligt att rista runstenar.) På Istabystenen står: "Håþulv, ättling till Hjorulv, ristade till minne av Härjulv (alternativt Hariwulf) dessa runor." Namnet Håþulv (Håþwulf eller Hathuwulf) och Hariwulf (Härjulv) finns på tre stenar på Lister och det är möjligt att detta avspeglar namnen på en maktelit som styrde på Lister under 600-talet. De tre runstenarna är Gummarpsstenen, Stentoftenstenen och  Istabystenen. Stentoftenstenen finns i Nicolaikyrkan i Sölvesborg. Gummarpsstenen försvann till Köpenhamn och Istabystenen finns på Statens historiska museum i Stockholm.
Under vikingatid (792–1066) kom vikingar från Skåne-landskapen (som Skåne, Halland och Blekinge då kallades) på sina resor i kontakt med kristna och idéer kring kristendom började spridas. Efter att vikingahövdingen Harald Blåtand blivit kristen (960), spreds religionen över Danmark och en bit in på 1000-talet omfattades den kristna tron av många danskar, först inom överklassen och senare mera allmänt. Under andra hälften av 1000-talet kristnandes också Lister.
Vid 1000-talet var Lister och Istaby danskt och förblev så fram till 1658, då det hamnade under svenskt styre. Före tusentalet var Listers "folkland" sannolikt självstyrande, som en egen enhet vid sidan om Skåne och Blekinge. På 1400-talet tillhörde Lister Elleholms län. Elleholm var en av de tidiga städerna i Blekinge. Lister tillhörde också fram till 1570 det skånska landstinget.
Nittio procent av Listers bönder ägde inte själva sin jord. De brukade kronans och frälsets (herremännens) jordar. Den katolska kyrkan var den störste ägaren av mark på Lister. Kyrkan och herremännen ägde tillsammans tre fjärdedelar av marken. År 1606 hade Istaby 22 hushåll och hela Mjällby socken, till vilken Istaby hörde, hade 199. Befolkningen i Mjällby socken uppgick då till cirka 2000 personer. Bondehushållen stod för cirka 80 procent av befolkningen. År 1650 fanns i Istaby nio självägande bönder, sju kronobönder och sju frälsebönder. Det fanns hantverkare som stenhuggare, smed och timmerman. Folkmängden i Istaby uppgick troligen till 300–400 personer. De som ägde mycket mark hade också politisk och militär makt.
Lister blev hårt drabbat av krigen mellan Danmark och Sverige. Det var nordiska sjuårskriget 1563–1570, sedan Kalmarkriget 1611–1613, då Lister användes som försörjningsdepå. Trettioåriga kriget 1618–1648 ledde till stora förluster och ekonomisk kris i Danmark. Under Horns krig 1644–1645 ockuperades Lister av svenska trupper, som agerade mycket brutalt mot civilbefolkningen och vid freden 1645 i Brömsebro låg landet förött och härjat, hela 40 procent av gårdarna på Lister låg övergivna och öde. I Stiby övergavs hälften av gårdarna. Istaby klarade sig bättre med bara 3 övergivna gårdar.
Kriget 1658–1660 ledde till att Danmark förlorade Skånelandskapen till Sverige. Detta ledde till ytterligare utarmning och totalt förbud för bönderna att använda hamnen i Pukavik. Freden höll inte och 1675–1679 var det krig igen, det så kallade Skånska kriget. 1709–1710 gjorde Danmark ett sista försök att få tillbaka Skånelandskapen. Det lyckades inte och efter detta brydde sig inte svenskarna om de utfästelser man gjort i tidigare fredsuppgörelser. Hårdhänta och brutala metoder användes för att banka ur Listerborna och andra danskar i Skånelandskapen allt som förknippades med dansk kultur, rättsordningar, seder och bruk och språket.
Den danska identiteten skulle utplånas. Indoktrineringen skedde genom att danska språket förbjöds och i skolan fick barnen lära sig svenska och alla danska böcker förbjöds. Gudstjänsten i Mjällby kyrka skulle hållas på svenska och alla nya ämbetsmän var svenskar. Ledande danska herremän köptes över genom förläningar, men hos allmogen satt den danska kulturen djupt. Hundra år senare och flera generationsskiften hade indoktrineringen slagit igenom och Blekinge blivit svenskt. Men det som i Sverige idag brukar kallas "en synnerligen lyckad ockupation och försvenskning", genomdrevs med brutalt våld mot den danska befolkningen.

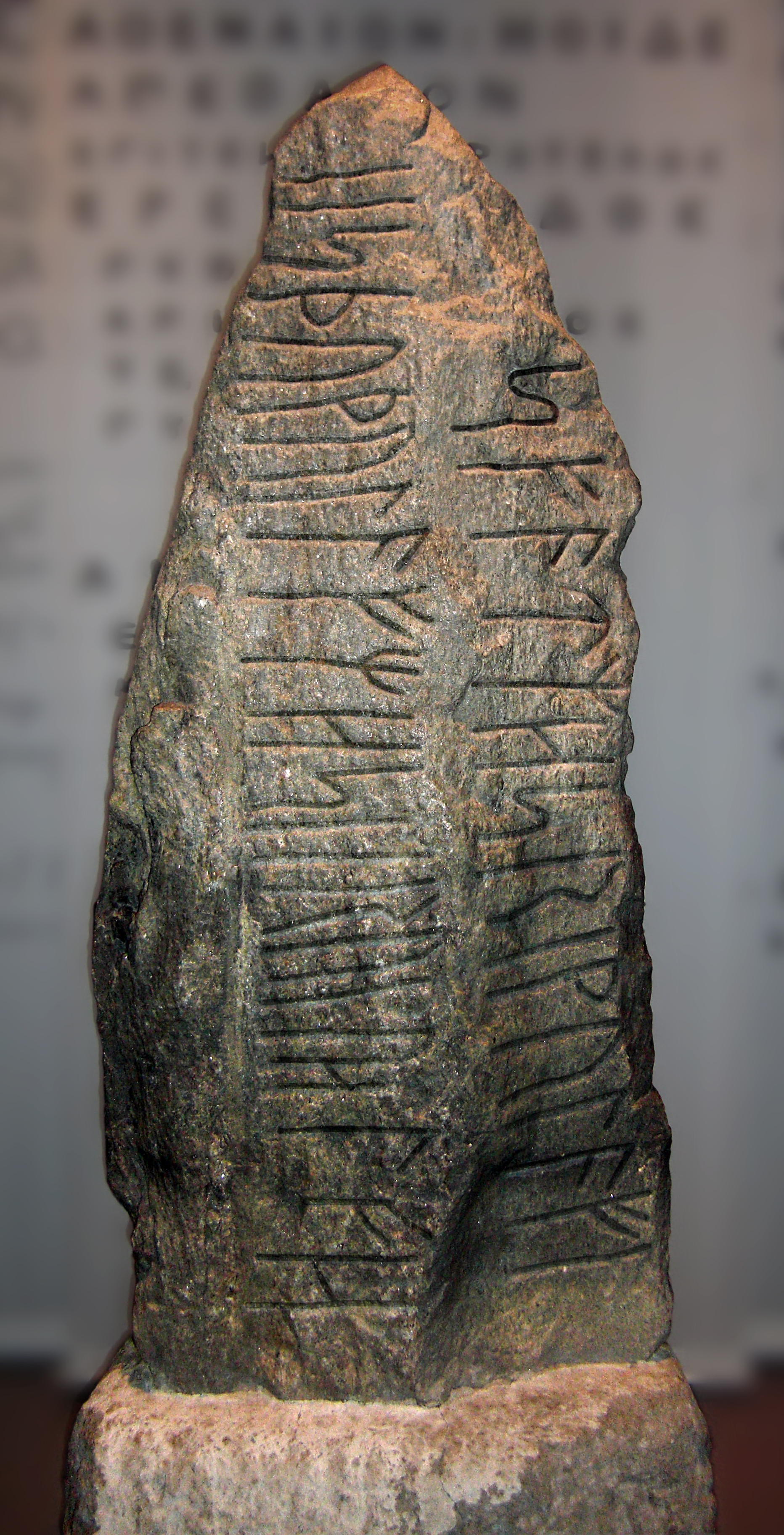
Istabystenen, runsten från 600-talet

Under 1800-talets kraftiga befolkningsökning blev man tvungen att plöja upp ängarna för att få mera åkermark och växelbruk infördes. 1827 vid laga skiftet blev ett tiotal gårdar tvingade att flytta ut ur byn. Flera gårdar placerades längs den nya vägen till Torsö. Några lades norr om byn. Men ett tiotal gårdar blev ändå kvar i själva byn. Där är de fortfarande vilket ger en viss karaktär åt Istaby. Bönderna hade sitt fiske vid Torsö, där de hade små fiskarstugor för tillfällig användning. Särskilt sill- och ålfisket var av stor betydelse.